# Живорад Мићић
Живорад Жика Мићић (Уб, 3. фебруар 1923 — Београд, 9. април 2022) био је један од најпознатијих југословенских и српских бициклиста свих времена.

## Биографија и каријера
Рођен је 1923. године на Убу, а бициклизмом је почео да се бави 1935. године када му је некадашњи репрезентативац Саша Павловић поклонио бицикл, видевши његову огромну жељу да га вози.
Живео је на Вождовцу у близини кафане „Ковач” па је возио бицикл ка Авалском путу. Описиван је као врсни брдски возач, издржљив, неуморни, посвећен, а каријеру је започео у бициклистичком клубу „Фортуна”.;
Прву медаљу узепо је са 15 година, када је на трци „Београд” освојио врх Авале. Године 1939. такмичио се као јуниор у трци кроз Србију и заузео осмо место. Иако је избио Други светски рат, Мићић је возио бицикл пред масом окупљеном на Калемегдану, где је по писањима медијима било више од десет хиљада људи, што је много с озбиром да је у току био рат. На трци око Калемегдана, Мићић је освојио друго место и прешао у ВК „Митић”. Након ослобођења Београда као припадник НОВЈ одлази на Сремски фронт, а након ословођења наставио је да се бави бициклизмом.
Током каријере имао је око хиљаду трка, а свој највећи успех сматрао је пето место на трци „Трст—Варна”, 1945. године. Наредних пет година био је у Нишу где је тренирао и возио за репрезентацију Југославије. Био је „десна рука” Аугуста Посинека који је 1947. године победио на трци кроз Југославију, учествовао је на чувеној трци „Праг—Берлин—Варшава” у саставу репрезентације Југославије који је носио у 34. етапе.
У периоду од 1945. до 1950. Мићић је био незамењив део репрезентације и сматран еј једним од пет најбољих возача. Касније је радио као механичар, тренер, масер, секретар и благајник у Партизану, Милиционару и Авали.
До касних година живота возио је бицикл све док није доживео саобраћајну несрећу након које је имао лом обе ноге. Имао је сина Миодрага.
Преминуо је 9. априла 2022. године у Београду, а сахрањен у Алеји заслужних грађана на Новом гробљу.